# El Viso
El Viso település Spanyolországban, Córdoba tartományban. El Viso Hinojosa del Duque, Belalcázar, Cabeza del Buey, Zarza-Capilla, Capilla, Guadalmez, Santa Eufemia, Dos Torres és Villaralto községekkel határos. Lakosainak száma 2511 fő (2024).

## Népesség
A település népessége az elmúlt években az alábbi módon változott:
| Lakosok száma | 2994 | 2885 | 2849 | 2810 | 2787 | 2683 | 2636 | 2536 | 2537 | 2511 |
|               | 2001 | 2004 | 2006 | 2009 | 2011 | 2014 | 2016 | 2019 | 2021 | 2024 |